# Protea repens
Protea repens är en tvåhjärtbladig växtart som först beskrevs av Carl von Linné, och fick sitt nu gällande namn av Carl von Linné. Protea repens ingår i släktet Protea och familjen Proteaceae. Inga underarter finns listade i Catalogue of Life.